# Maksar, Idlib
Maksar, Idlib (tiếng Ả Rập: المكسر) là một ngôi làng Syria nằm ở Sinjar Nahiyah ở huyện Maarrat al-Nu'man, Idlib. Theo Cục Thống kê Trung ương Syria (CBS), Maksar, Idlib có dân số 726 người trong cuộc điều tra dân số năm 2004.